# غاليليو فيراري
غاليليو فيراري (31 أكتوبر 1847 – 7 فبراير 1897) فيزيائي ومهندس كهربائي إيطالي، وأحد رواد البحث والاختراع في مجال أنظمة قدرة التيار المتردد ومخترع المحرك الحثي. اعتبرت بعض الصحف أن اختراع فيراري للمحرك الحثي وأنظمة نقل الطاقة يعدان أحد أعظم الاختراعات على مر العصور. نشر فيراري دراسة واسعة وكاملة حول النتائج التجريبية التي تم الحصول عليها باستخدام محولات الدوائر المفتوحة من النوع الذي صممه مهندسا الطاقة لوسيان غولار وجون ديكسون غيبز.

## روابط خارجية
- غاليليو فيراري على موقع الموسوعة البريطانية (الإنجليزية)
- غاليليو فيراري على موقع إن إن دي بي (الإنجليزية)